# Каневецкие
Каневецкие (или Канивецкие) — малороссийский дворянский род.
Потомство Степана Каневецкого, сотника (1742-1755) Янпольской сотни Нежинского полка, которое получило дворянское достоинство в связи с Жалованной грамотой дворянству в 1785.

## Описание герба
В красном поле белая головная повязка, образующая концами своими Андреевский крест; над шлемом видны два оленьих рога, между которыми стоит девушка с повязкой на голове.